# Pont Camille-de-Hogues
Pour les articles homonymes, voir Hogues.

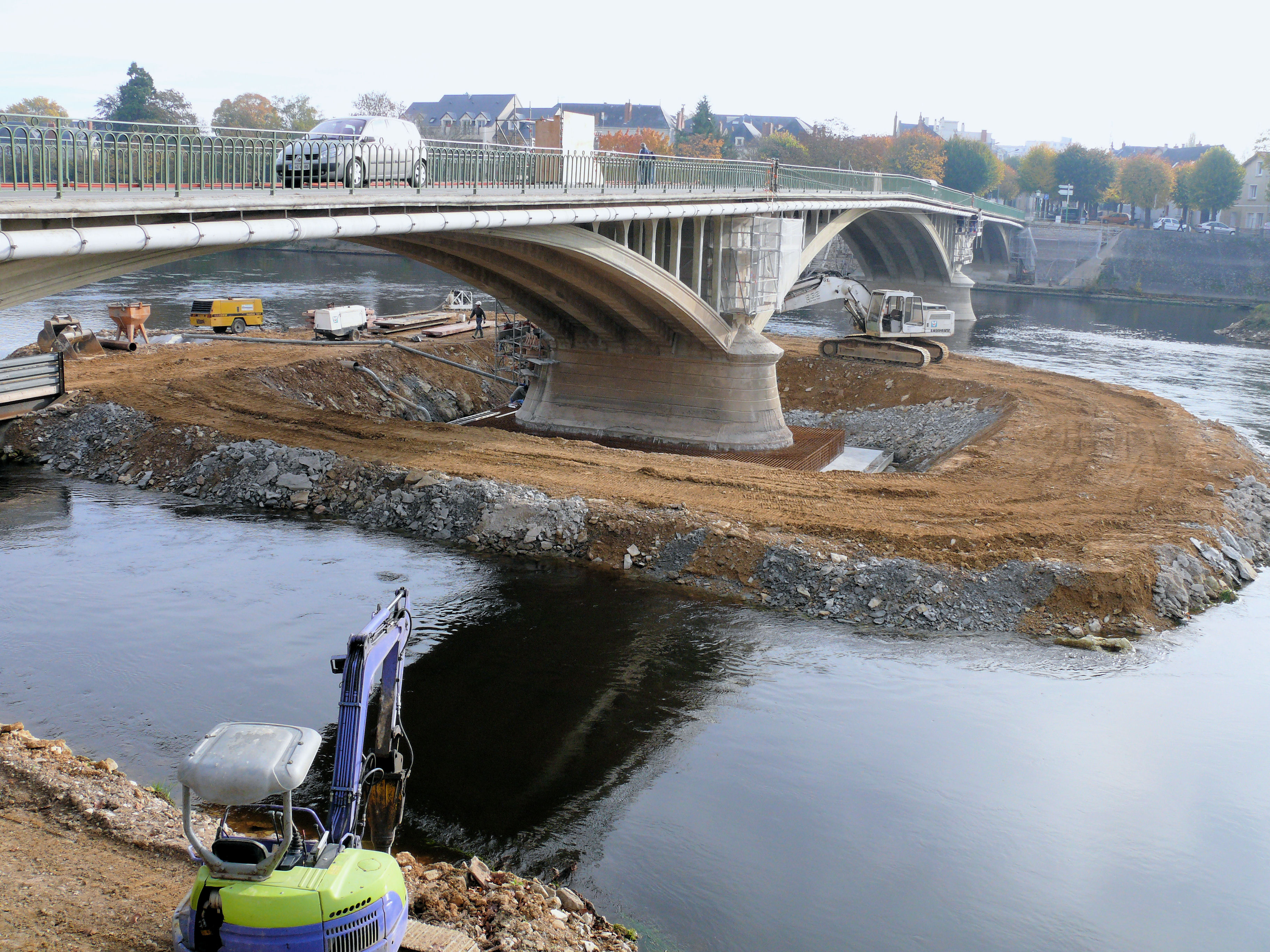
le pont pendant les travaux de réparation des piles en 2009

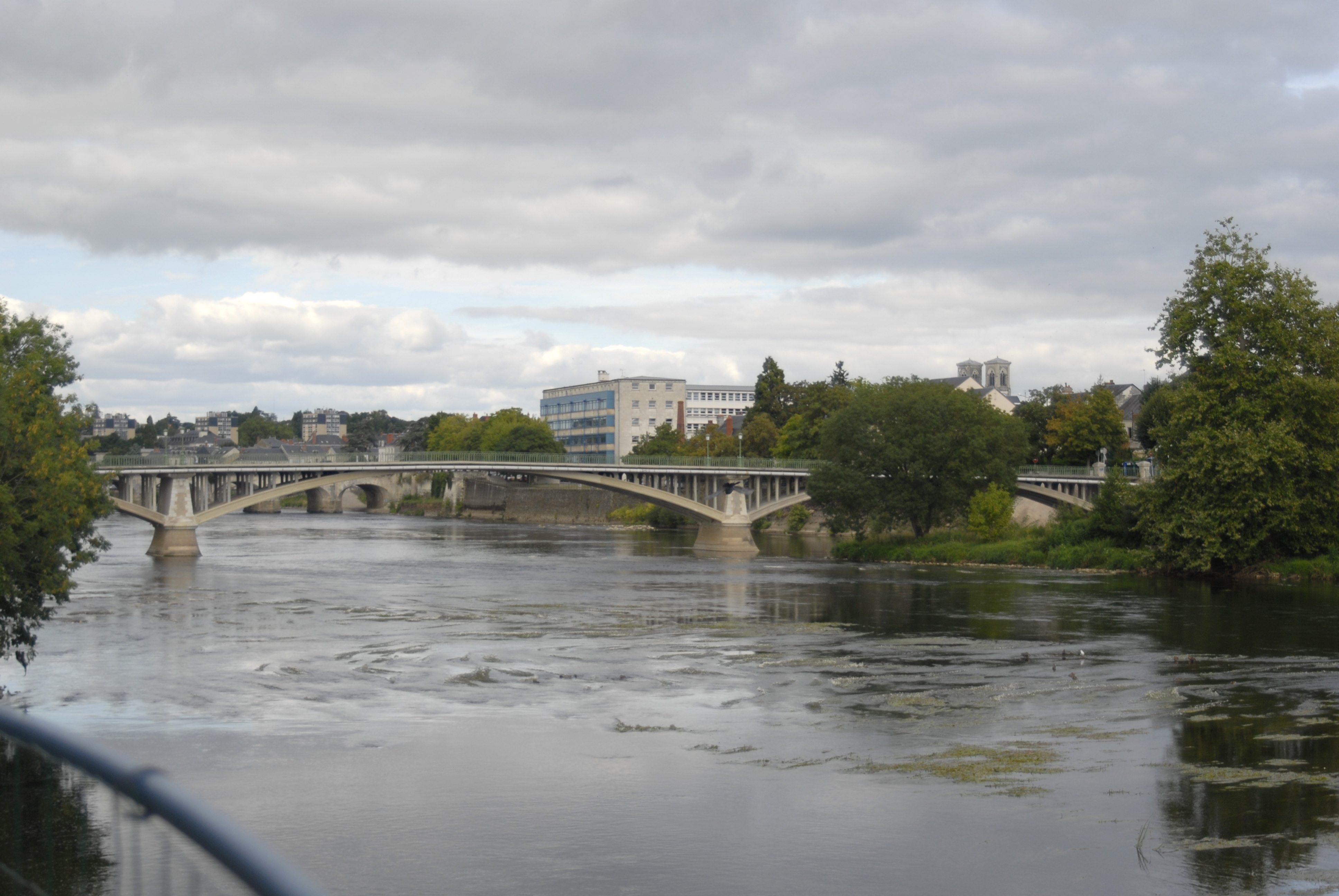
Le pont Camille de Hogues, vu depuis l'ancienne manufacture sur la rive sud-ouest

Le pont Camille-de-Hogues est un des premiers grands ponts en béton armé de France. Il est construit sur la Vienne, près du confluent avec l'Envigne, à Châtellerault, dans le département de la Vienne de la région Nouvelle-Aquitaine.

## Histoire du pont

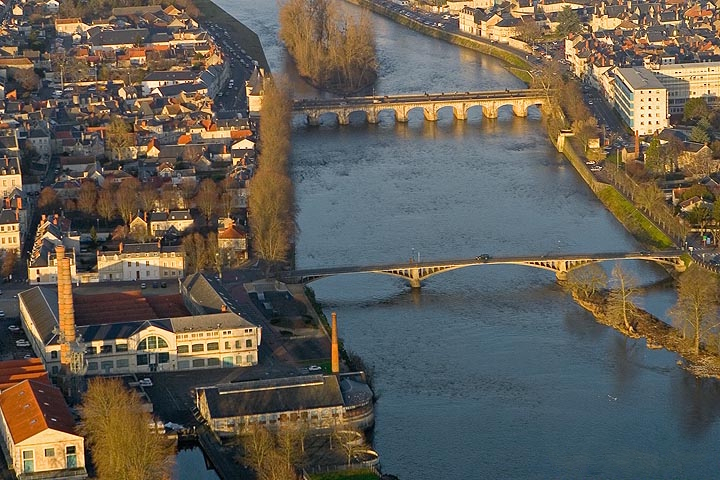
Le pont vue du ciel en 2005

En 1879 et 1881, les habitants demandent la construction d'une passerelle permettant de franchir la Vienne à proximité de la Manufacture. 
Le 26 novembre 1897, le Conseil municipal et Camille de Hogues, maire de Châtellerault, décident de lancer un concours pour la construction d'un nouveau pont.
Au début de 1898, Maurice Dumas qui est un agent de la société de François Hennebique dans la région obtient la possibilité de présenter un projet en béton armé.
Le conseil municipal se trouve alors devant deux projets :

– un projet de pont métallique présenté par la Société des ponts et travaux en fer d'un coût de 204 500 F,
– un projet de pont en béton armé d'un coût de 175 000 F. Cette solution mise au point par la société de François Hennebique était le premier grand pont en béton armé.
Le conseil municipal est favorable à la solution la plus économique. L'ingénieur des Ponts et Chaussées, M. Antin, donne un avis favorable à la solution en béton armé.
Le 1er juillet 1898 le conseil municipal attiré par le bas prix de la solution en béton armé et rassuré par l'ingénieur des Ponts et Chaussées donne son accord au projet.
Le 30 novembre 1898, le ministre de l'Intérieur fait part au préfet de la Vienne de l'acceptation du projet par le Conseil général des ponts et chaussées.
La structure de l'ouvrage est assez classique. Elle reprend celle des ponts en arcs réalisés jusqu'alors en fonte avec des pilettes en fonte ou en maçonnerie. Elle comporte trois travées de 40 m - 50 m et 40 m.
L'ouvrage conçu par le bureau d'études de François Hennebique a remplacé la fonte et la maçonnerie en béton armé pour permettre d'alléger le pont et diminuer les dimensions des fondations. En faisant fusionner les arcs avec le tablier, cette solution permet de limiter la hauteur de l'ouvrage à la clef - 0,70 m entre l'intrados des arcs et l'extrados du tablier - et de réduire la pente des rampes du tablier entre les culées et l'axe du pont tout en garantissant un débouché suffisant pour la Vienne en cas de crue.
Les fondations sont commencées à la mi-août 1899. Des cintres sont ensuite posés entre piles pour réaliser les arcs qui supportent ensuite le poids des autres parties de la structure : potelets et tablier.
Le gros œuvre arcs est terminé le 5 novembre 1899. Le décintrement est effectué le 15 décembre.
Les épreuves de l'ouvrage sont réalisées entre le 29 mars et le 5 avril 1900. On fait passer un rouleau compresseur de 16 tonnes, 6 chariots de 8 tonnes chacun, puis une colonne de 250 soldats marchant au pas cadencé.
Le pont est mis en service en septembre 1900 et prend le nom de pont de la Manufacture à son inauguration le 16 novembre 1900.
Dès 1902, il faut faire des réparations sur le tablier à cause de défauts sur la chaussée en ciment. Puis des fissures apparaissent. Les travaux de réparations vont durer jusqu'en 1910. D'autres travaux pour cause d'usures ont été faits dans les années 1930.
En 1919, le pont change de nom et s'appelle désormais "Pont Camille-de-Hogues". Louis-Camille de Hogues a été maire de Châtellerault entre 1896 et 1904.
Le 29 août 1944, l'armée allemande envisage de détruire les ponts Henri-IV et Camille-de-Hogues pour protéger sa retraite. Finalement, le 1er septembre après intervention du sous-préfet de Châtellerault, Marcel Wiltzer, le général allemand Reinhardt donne l'ordre de ne pas détruire les ponts.
Le pont est classé monument historique le 22 novembre 2002 et, par la même occasion, également labellisé « Patrimoine du XXe siècle ». Le pont est la propriété de la communauté d'agglomération du pays châtelleraudais.

## Réparation du pont par réalcalinisation du béton
La circulation de 2 000 à 3 000 véhicules par jour a provoqué des détériorations de l'ouvrage. Par ailleurs, son ancienneté a entraîné une oxydation des armatures, l'apparition de fissures et la pénétration de dioxyde de carbone.
Il est décidé de rénover le pont. Les travaux commencent en juillet 2006. Ils doivent se faire en quatre tranches et durer jusqu'en 2009 : 
– 2006, travée rive droite ;
– 2007, travée rive gauche ;
– 2008, travée centrale ;
– 2009, piles.
La carbonatation du béton entraîne une modification du pH du béton et sa fonction de passivation des armatures passives noyées dans le béton armé. Les armatures se corrodent. La corrosion des armatures se fait avec un gonflement qui conduit à une fissuration du béton qui accélère la corrosion des armatures. L'entreprise Renofors a été chargée d'arrêter le processus de carbonatation en modifiant le pH du béton par réalcalinisation du béton dégradé pour lui rendre son rôle passivant des armatures.

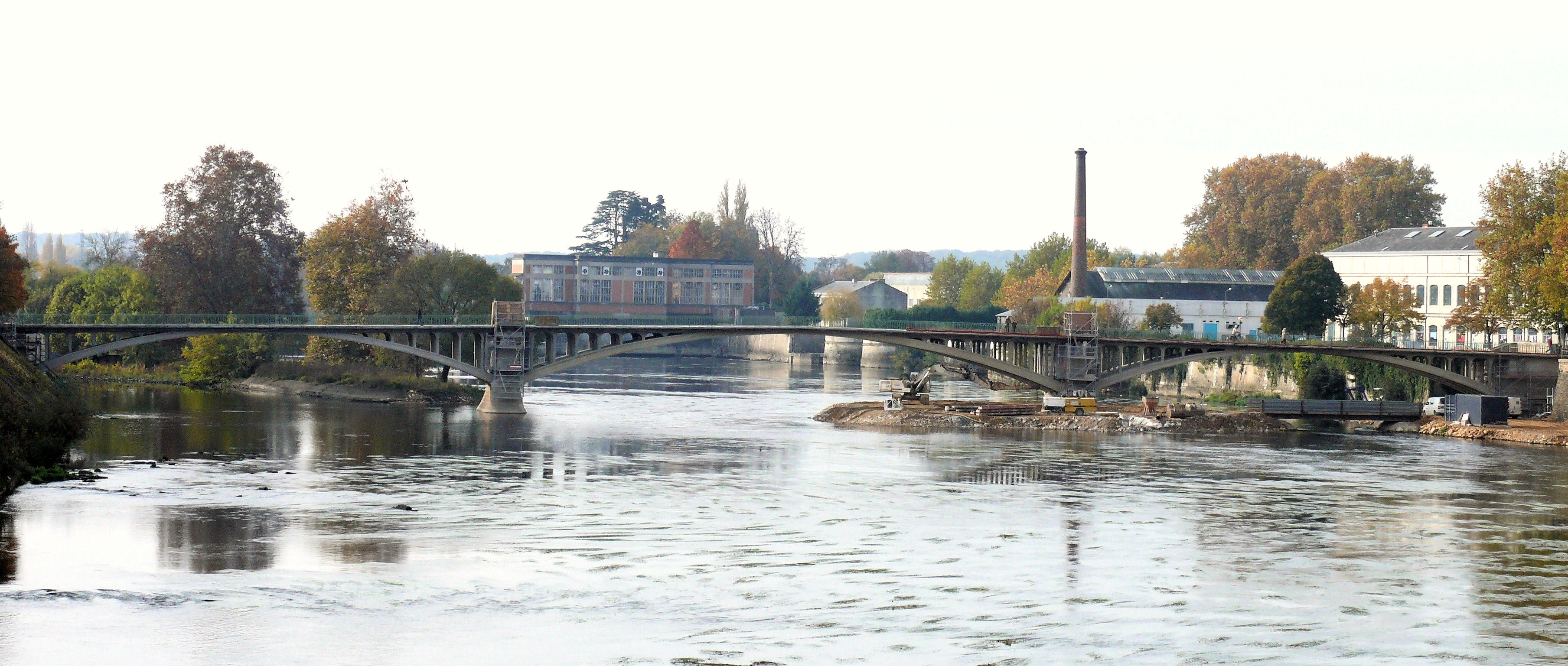
Le pont vu de l'aval avec la Manufacture